# Hyperolius endjami
Espèce
Statut de conservation UICN

 LC  : Préoccupation mineure
Hyperolius endjami est une espèce d'amphibiens de la famille des Hyperoliidae.

## Répartition
Cette espèce est endémique du Sud du Cameroun. Elle se rencontre entre 100 et 1 000 m d'altitude en deux populations distinctes, une de Mboassoum et Mankouat à Fopouanga et l'autre de Kribi à Yaoundé,.

## Étymologie
Cette espèce est nommée en l'honneur de Mathieu Endjam, chauffeur de Jean-Louis Amiet lors de déplacements au Cameroun.

## Publication originale
- Amiet, 1980 : Un Hyperolius nouveau du Cameroun: Hyperolius endjami n. sp. (Amphibia Anura, Hyperoliidae). Revue Suisse de Zoologie, vol. 87, p. 445-460 (texte intégral).